# 木路原駅
木路原駅（きろはらえき）は、島根県邑智郡川本町大字川本木路原にあった、西日本旅客鉄道（JR西日本）三江線の駅（廃駅）である。
三江線の廃止に伴い、2018年（平成30年）4月1日に廃駅となった。

## 歴史

### 年表
- 1962年（昭和37年）1月1日：三江北線（当時）の石見川本駅 - 竹駅間に新設開業。旅客営業のみ[1][2][3]取り扱う駅員無配置駅[5]。
- 1975年（昭和50年）8月31日：当駅を含む江津駅 - 三次駅間が全通したため三江北線が現行の三江線の一部となり、当駅も同線の所属駅となる[3]。
- 1987年（昭和62年）4月1日：国鉄分割民営化により、西日本旅客鉄道が継承[3]。
- 2018年（平成30年）4月1日：三江線の全線廃止に伴い、廃駅となる[4]。

### 地名の由来
「木路畑（きろはた）」が転じたものだと考えられる。これは「切畑」に通じるもので、「焼き畑」の意味だろうと思われる。

## 駅構造
浜原方面に向かって左側（構内の西側）に単式ホーム1面1線を有する地上駅（停留所）であったが、駅は傾斜面上にあったため、道路からやや高いところに位置した。浜田鉄道部が管理する無人駅で、ホーム上には待合室のみが設置されていた。入場時は、直接ホームに入る形になっていた。なお、自動券売機等の設備はなかった。
2019年（令和元年）11月末日時点で、当駅のかつての待合室は、老朽化により取り壊されていた。また、当駅附近の線路やホームは、草にやや覆われた状態であったが残存していた。

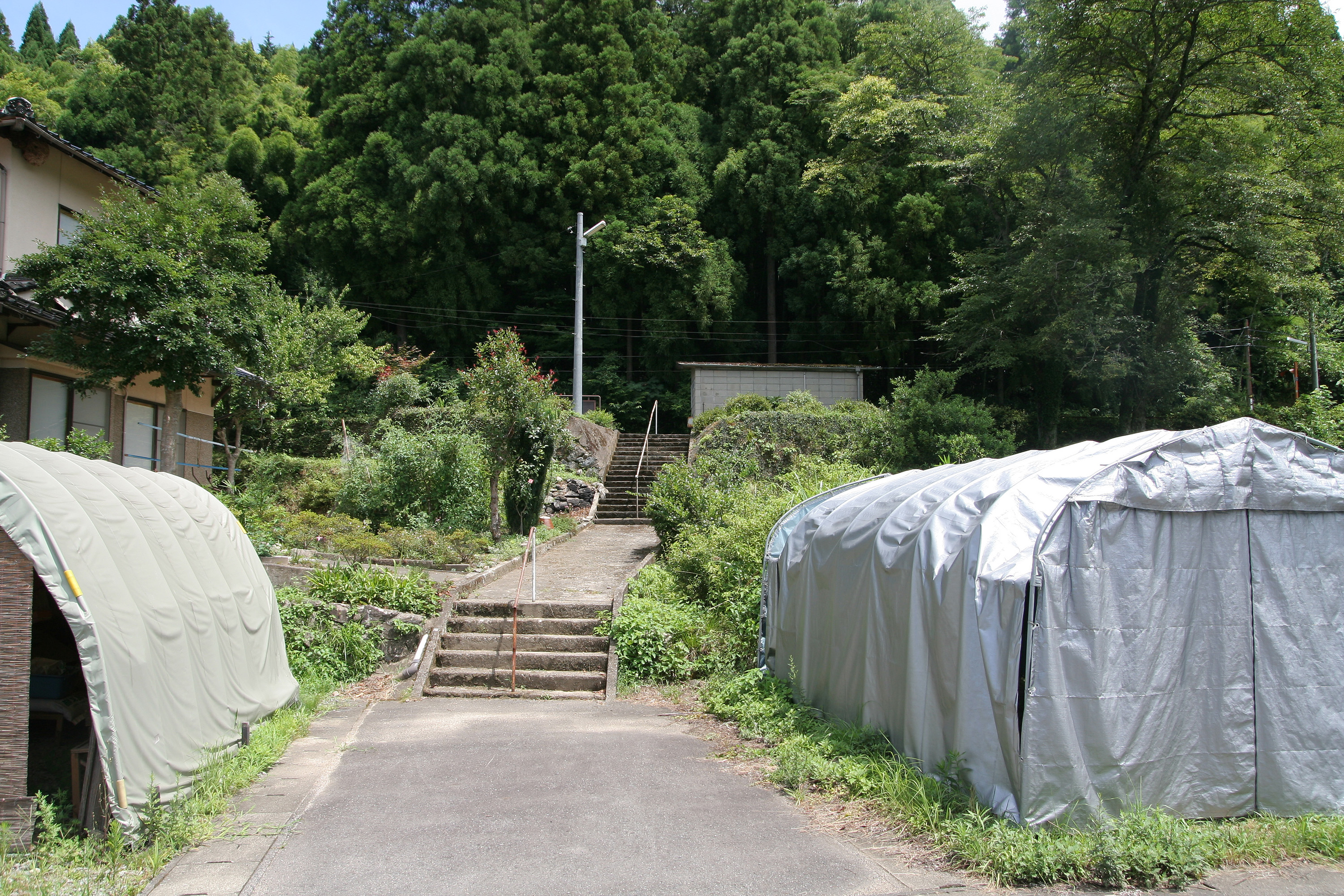
駅入口（2008年7月、廃線前）
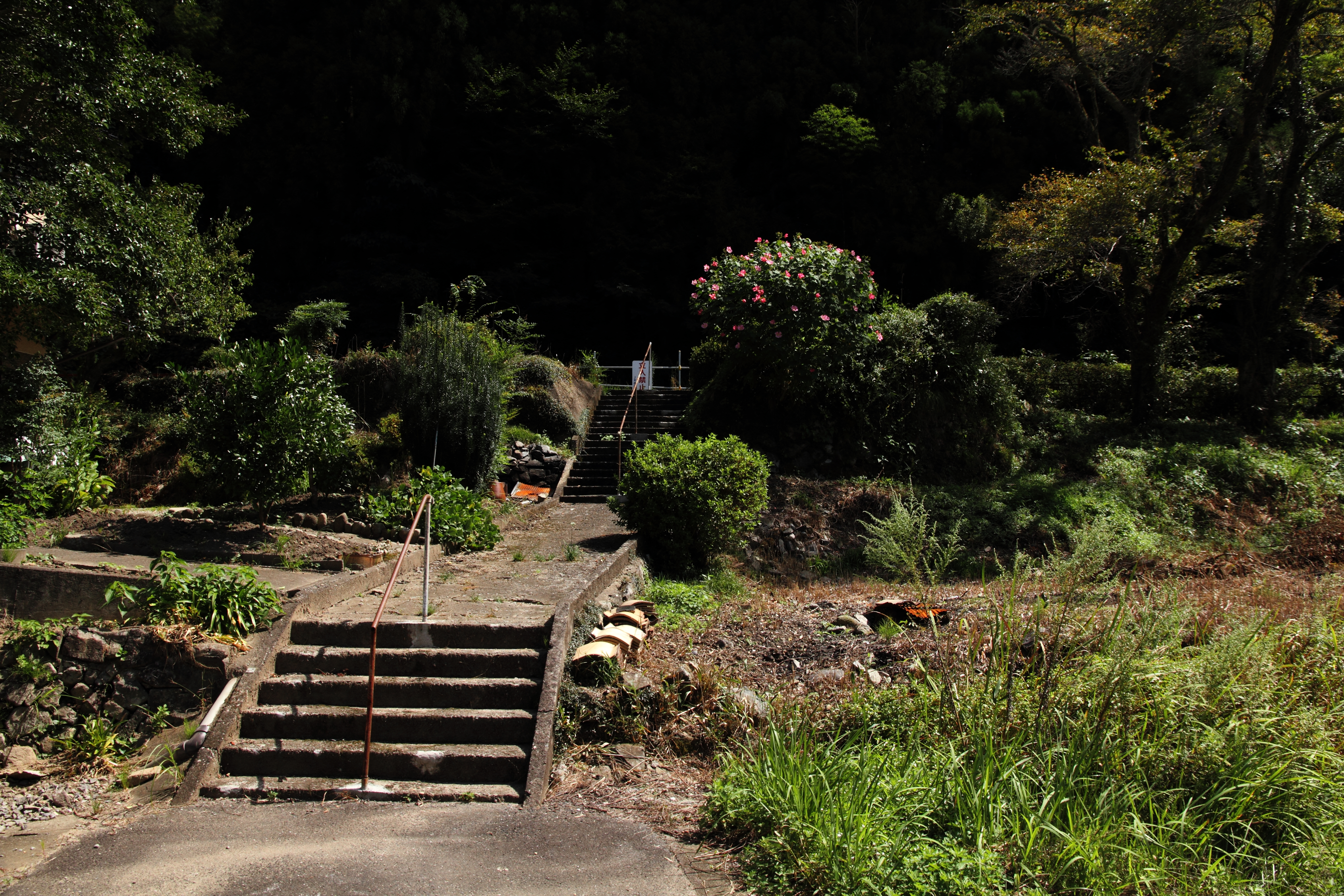
駅入口（2019年9月、廃線後。待合室は撤去されている）

## 利用状況
近年の1日平均乗車人員は以下の通りである。なお、1994年度は13人、1984年度は28人だった。
| 乗車人員推移 | 乗車人員推移 |
| 年度         | 1日平均人数  |
| ------------ | ------------ |
| 1999         | 4            |
| 2000         | 3            |
| 2001         | 2            |
| 2002         | 2            |
| 2003         | 1            |
| 2004         | 1            |
| 2005         | 2            |
| 2006         | 2            |
| 2007         | 2            |
| 2008         | 1            |
| 2009         | 1            |
| 2010         | 0            |
| 2011         | 0            |
| 2012         | 2            |
| 2013         | 1            |
| 2014         | 1            |
| 2015         | 1            |
| 2016         | 0            |
| 2017         | 2            |

## 駅周辺

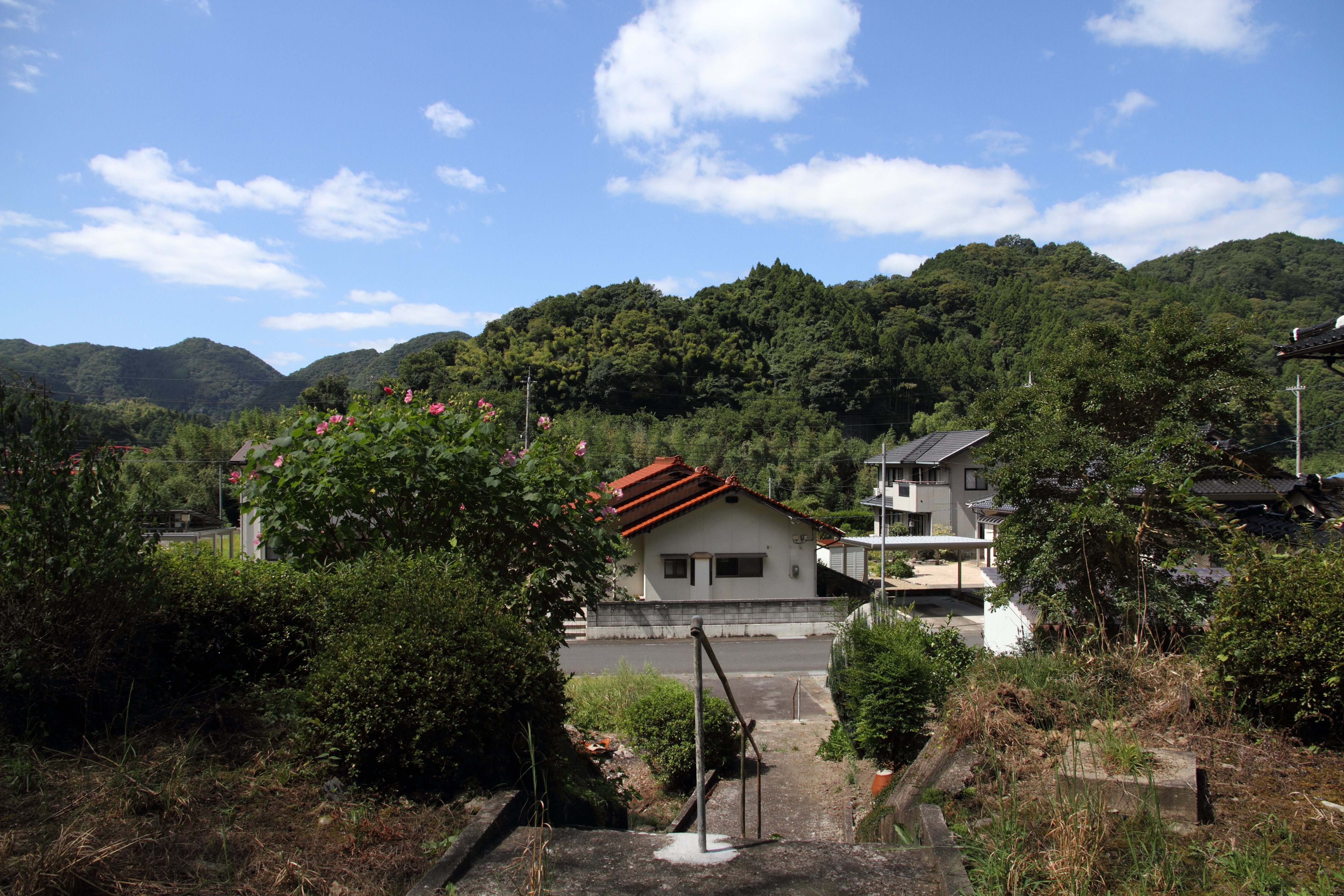
駅周辺（2019年9月）

住宅、田畑は少ない。
- 竜安寺
- 木路原天満宮 - 境内にムクノキがある。
- 江の川

## バス路線
2018年（平成30年）4月現在、木路原停留所に大和観光の川本美郷線が乗り入れている。

## その他
- 三江線活性化協議会により、石見神楽の演目名にちなんだ「天神」の愛称が付けられていた。駅の南に木路原天満宮があり、神楽の登場人物である菅原道真を祀っていることに由来する[1][2][8]。

## 隣の駅
西日本旅客鉄道（JR西日本）
 三江線
石見川本駅 - 木路原駅 - 竹駅

#### 統計資料
1. ↑  “島根県統計書”. しまね統計情報データベース.   島根県政策企画局. 2025年2月5日閲覧。